# Kikucsi Rinko
Kikucsi Rinko (菊地 凛子, nyugaton Rinko Kikuchi) (Hadano, Japán, 1981. január 6. –) Oscarra, Golden-Globe-díjra és SAG-díjra jelölt japán származású színésznő. Kikucsi az egyetlen ötvenévesnél fiatalabb Oscar-jelölt japán színésznő.

## Karrier
1999-ben debütált, de igazán 2006-ban lett népszerű, miután elvállalta a fantasztikus, és igen különleges képanyaggal ellátott Bábel című film egyik kulcsszerepét. Ott egy süket-néma lányt játszott, és ez nagyon sok embernek bejött, így Oscarra jelölték. Emellett Golden-Globe díj jelölést, és SAG jelölést is hozott neki a film. Számos sikeres japán filmben vállalt szerepet. Megkapta a Bábelért a National Rewiew által forgalmazott díjat is. Illetve a Gotham díjat is magáénak tudhatja. Világszerte hatalmas szakmai tekintély lett. A Bábel után sok filmben szerepelt még.

## Filmjei
| Év   | Magyar cím  | Eredeti cím                 | Szerep          |
| ---- | ----------- | --------------------------- | --------------- |
| 2015 |             | Nadie quiere la noche       | Allaka          |
| 2014 |             | Last Summer                 | Naomi           |
| 2014 |             | Kumiko, the Treasure Hunter | Kumiko          |
| 2013 | 47 Ronin    | 47 Ronin                    | Witch           |
| 2013 | Tűzgyűrű    | Pacific Rim                 | Mako Morin      |
| 2011 |             | Moteki                      | Naoko Hayashida |
| 2010 | Norvég erdő | Noruwei no mori             | Naoko           |

### Film
| Year | Title                                     | Role            | Notes      |
| ---- | ----------------------------------------- | --------------- | ---------- |
| 1999 | Will to Live                              |                 |            |
| 2000 | By Player                                 |                 |            |
| 2000 | Akai Shibafu                              |                 |            |
| 2001 | Paradise                                  |                 |            |
| 2001 | Hole in the Sky                           | Taeko           |            |
| 2001 | Drug                                      | Mai             |            |
| 2002 | Mike Yokohama: A Forest with No Name      | Number 51       |            |
| 2002 | Hachigatsu no Maboroshi                   |                 |            |
| 2003 | Age 17 : 17-sai                           | Hitomi          |            |
| 2004 | Tori                                      |                 |            |
| 2004 | The Taste of Tea                          | Yuriko Kikuchi  |            |
| 2004 | 69                                        |                 |            |
| 2004 | Survive Style 5+                          |                 |            |
| 2004 | The Reason                                |                 |            |
| 2005 | Tagatameni: Portrait of the Wind          |                 |            |
| 2006 | Funky Forest: The First Contact           | Kikuchi         |            |
| 2006 | Arch Angels                               | Nobuko Sakurai  |            |
| 2006 | Babel                                     | Chieko Wataya   |            |
| 2006 | Umi de no hanashi                         | Kaori           |            |
| 2007 | Zukan ni Nottenai Mushi                   | Sayoko          |            |
| 2007 | Genius Party                              |                 | Voice      |
| 2007 | Tokyo Serendipity                         | Junda Atsuko    |            |
| 2008 | The Brothers Bloom                        | Bang Bang       |            |
| 2008 | The Sky Crawlers                          | Suito Kusanagi  | Voice      |
| 2008 | Kiru – KILL                               |                 |            |
| 2009 | Map of the Sounds of Tokyo                | Ryu             |            |
| 2009 | Strawberry Seminar                        |                 |            |
| 2009 | Sideways                                  | Mina Parker     |            |
| 2009 | Assault Girls                             | Lucifer         |            |
| 2009 | 42 One Dream Rush                         |                 |            |
| 2010 | Shanghai                                  | Sumiko          | Uncredited |
| 2010 | Norwegian Wood                            | Naoko           |            |
| 2011 | At River's Edge                           | Tazu            |            |
| 2011 | Love Strikes!                             | Naoko Hayashida |            |
| 2011 | The Warped Forest                         |                 |            |
| 2013 | Pacific Rim                               | Mako Mori       |            |
| 2013 | 47 Ronin                                  | Witch           |            |
| 2014 | Kumiko, the Treasure Hunter               | Kumiko          |            |
| 2014 | Last Summer                               | Naomi           |            |
| 2015 | Nobody Wants the Night                    | Allaka          |            |
| 2015 | Dear Deer                                 |                 | Cameo      |
| 2016 | Terra Formars                             | Asuka Moriki    |            |
| 2017 | Highheels: A Fairy Tale Born of Obsession |                 | Short film |
| 2018 | Pacific Rim Uprising                      | Mako Mori       |            |
| 2019 | We Are Little Zombies                     | Yūko            |            |
| 2022 | What to Do with the Dead Kaiju?           |                 |            |
| 2023 | In Love and Deep Water                    | Aina Horikawa   |            |
| 2023 | 658km, Yoko no Tabi                       | Yoko            |            |

### Television
| Year    | Title                                        | Role             | Notes       |
| ------- | -------------------------------------------- | ---------------- | ----------- |
| 1999    | Bakayaro! Special 2                          |                  |             |
| 1999    | Kawaii dakeja Dame kashira                   |                  |             |
| 2001    | Chura-san                                    |                  | Asadora     |
| 2001    | kokiku                                       |                  |             |
| 2002    | The Private Detective Mike Hama              |                  |             |
| 2003    | Uchu ni Ichiban Chikai basho                 |                  |             |
| 2003    | Ai to Shihonshugi                            |                  |             |
| 2004    | The Reason                                   |                  |             |
| 2009–10 | Liar Game 2                                  | Ryo Katsuragi    |             |
| 2010    | Moteki                                       | Naoko Hayashida  |             |
| 2014    | Gu-Gu Datte Neko de Aru                      | Chikako          |             |
| 2015    | To Give a Dream                              | Mikiko Abe       |             |
| 2018    | Westworld                                    | Akane            |             |
| 2019    | A Butterfly Effect: The Murder Analysis Team | Machiko Aiba     |             |
| 2021    | Invasion                                     | Hinata           |             |
| 2022    | PICU: Shoni Shuchu Chiryo Shitsu             | Samejima Tatsuki |             |
| 2022    | Tokyo Vice                                   | Eimi             |             |
| 2022    | The 13 Lords of the Shogun                   | Noe              | Taiga drama |
| 2023–24 | Boogie Woogie                                | Ritsuko Ibarada  | Asadora     |